# Romain Deconinck
Pour les articles homonymes, voir Deconinck.
Romain Deconinck, né le 7 décembre 1915 à Gand (province de Flandre-Orientale) et mort dans cette même ville le 1er décembre 1994, est un acteur, chanteur, metteur en scène, pédagogue et scénariste de bande dessinée belge néerlandophone.

## Biographie
Romain Deconinck naît le 7 décembre 1915 à Gand.
Romain Deconinck s'est marié avec Angèle Deseyn, puis avec l'actrice Yvonne Delcour (nl).
En 1985, le dramaturge flamand Freek Neirynck et l'acteur Romain Deconinck scénarisent l'adaptation en bande dessinée de leur pièce De Roâste Wassger, dessinée par Buth et Erwin De Bie, publiée en feuilleton dans le journal De Gentenaar et publiée en album par leur maison d'édition en 1985.
Il meurt le 1er décembre 1994 à Gand, à l'âge de 78 ans.

## Filmographie partielle
Sauf indication contraire, les informations mentionnées dans cette section peuvent être confirmées par la base de données cinématographiques IMDb,  présente dans la section « Liens externes ».

### Comme acteur
- 1971 : Mira de Fons Rademakers : le géomètre-arpenteur
- 1973 : Het dwaallicht de Frans Buyens : Laarmans
- 1974 : Salut en de kost[4] de Patrick Le Bon
- 1978 : Autant en emporte l'argent [« Gejaagd door de Winst » ] court métrage de  Guido Henderickx (nl) et Robbe De Hert : le savant
- 1990 : Koko Flanel de Stijn Coninx et Jef Van de Water : Père Smellekensl:

### Comme réalisateur
- 1973 : De lucht zwiver...maar wij ook coréalisé avec Robert Lussac ;
- 1974 : Bij tante wanne coréalisé avec Robert Lussac.

## Prix et honneurs
En 2007, un timbre à l'effigie du comédien, représenté avec son accordéon, a été émis par la poste belge.